# Brânza Jarlsberg

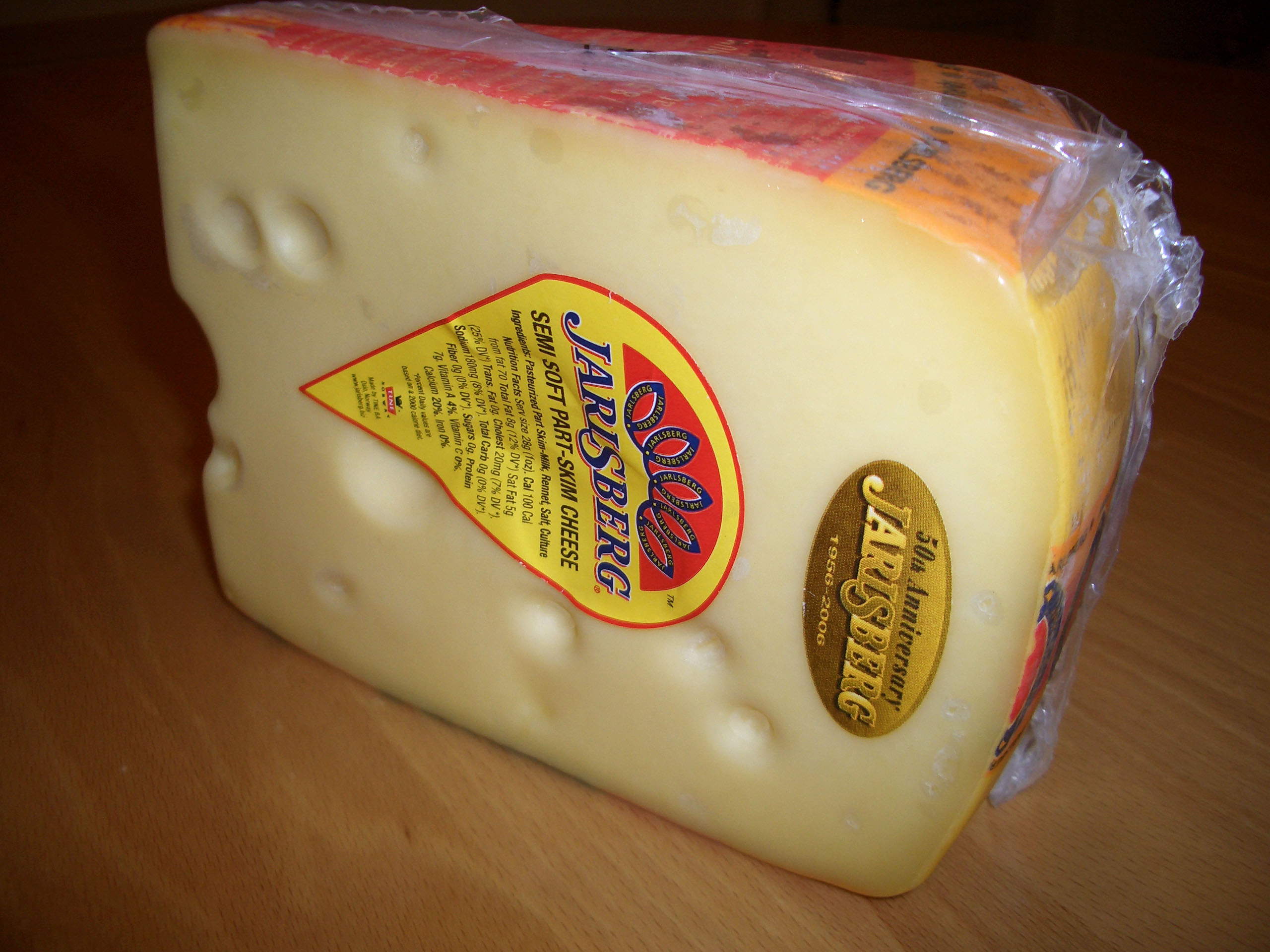
Brânză Jarlsberg

Jarlsberg este o varietate de brânză de vacă ușoară, care conține nenumărate găuri neregulate în interiorul său. Ea este originală din Jarlsberg, Norvegia. 